# Ледниковый период (мультфильм)
«Леднико́вый пери́од» (англ. Ice Age) — американский компьютерно-анимационный приключенческий комедийный фильм 2002 года, снятый студией Blue Sky Studios (и ставший её дебютным фильмом) и распространяемый студией 20th Century Fox. Режиссёром фильма стал Крис Уэдж (для которого это был режиссёрский дебют), сорежиссёром — Карлус Салданья. «Ледниковый период» снят по сценарию Майкла Берга, Майкла Дж. Уилсона и Питера Экермана и сюжету Уилсона, главные роли озвучивали Рэй Романо, Джон Легуизамо и Денис Лири, Горан Вишнич и Джек Блэк. Действие фильма происходит во времена плейстоценового ледникового периода, он рассказывает о трёх главных героях — шерстистом мамонте Мэнни (Романо), гигантском ленивце Сиде (Легуизамо) и смилодоне-сардониксе Диего (Лири), которые натыкаются на человеческого ребёнка и работают вместе, чтобы вернуть его в его племя. Ещё одним важным персонажем является «саблезубая крысобелка» Скрат (Уэдж), которая постоянно ищет место, чтобы спрятать туда свой жёлудь.
Мультфильм первоначально задумывался как 2D-мультфильм, разработанный Fox Animation Studios, но в конечном итоге стал первым полнометражным мультфильмом для недавно реформированной Blue Sky, которая был преобразован из студии VFX в студию компьютерной анимации. Фокус сместился с создания приключенческого драматического фильма на более комедийный, и несколько сценаристов, таких как Берг и Экерман, были привлечены к тому, чтобы привнести более остроумный тон.
Фильм был выпущен 15 марта 2002 года в США и 22 августа в России. В 2003 году анимационный фильм «Ледниковый период» был номинирован на премию «Оскар» в категории «Лучший анимационный фильм». Он имел кассовый успех, заработав более 383,2 миллиона долларов, что делает его восьмым кассовым фильмом 2002 года и самым кассовым мультфильмом того же года. Он положил начало франшизе «Ледниковый период», позднее вышли четыре продолжения: «Ледниковый период 2: Глобальное потепление« (2006), «Ледниковый период 3: Эра динозавров» (2009), «Ледниковый период 4: Континентальный дрейф» (2012) и «Ледниковый период 5: Столкновение неизбежно» (2016). Шестой мультфильм, «Ледниковый период: Приключения Бака», был снят студией Walt Disney Pictures без участия Blue Sky Studios и был выпущен в качестве потокового фильма на Disney+ в 2022 году. Также были выпущены два праздничных спецвыпуска: «Ледниковый период: Гигантское Рождество» (2011) (между третьей и четвёртой частью) и «Ледниковый период: Погоня за яйцами» (между четвёртой и пятой частью). Также с 2002 по 2022 год были выпущены несколько короткометражных фильмов.

## Сюжет
Действие происходит на Земле в эпоху ледникового периода. Саблезубый бельчонок Скрэт закапывает в землю свой единственный жёлудь, в результате чего вызывает сход ледника и едва не расстаётся с жизнью. После он оказывается чуть не раздавленным огромным количеством животных, которые мигрируют в тёплые края, спасаясь от заморозков.
Глуповатый ленивец Сид просыпает начало миграции и находит себя брошенным своей семьёй. Решив путешествовать в одиночку, он встречает двух носорогов Карла и Фрэнка, которые собираются позавтракать. Ленивец портит им трапезу и издевается над ними, после чего убегает. Разъярённые носороги бросаются в погоню, но ленивца спасает мамонт Манфред (Мэнни). Сид, решив, что с мамонтом ему будет безопасно, продолжает путешествие с ним, постоянно ему докучая.
Тем временем стая саблезубых тигров намерена отомстить человеческому племени за смерть своих сородичей. Тигры собираются украсть у вождя ребёнка. Пока большая часть стаи отвлекает охотников, тигр Диего проникает в пещеру и готов забрать малыша. Но ему мешает мать, которая, взяв на руки сына, спасается бегством. Диего загоняет женщину к пропасти, и та прыгает в водопад. Узнав о провале, вожак стаи Сото приказывает Диего достать ребёнка. Стая уходит на Раздвоенный утёс, а Диего отправляется на поиски малыша.
Из последних сил женщина отдает малыша Мэнни и Сиду, после чего тонет. Сид предлагает вернуть малыша людям, но Мэнни отказывается. Тогда ленивец пытается справиться с этим самостоятельно, в результате чего ребёнок падает со скалы. Его ловит Диего, но Мэнни отбирает у него добычу и прогоняет тигра. Понимая, что ребёнку грозит опасность, мамонт соглашается помочь Сиду вернуть малыша.
Добравшись до лагеря, звери замечают, что людей нет: вождь племени, обнаружив пропажу своего сына, отправился на его поиски. В лагере Мэнни и Сида вновь встречает Диего, который говорит, что знает, куда ушли люди, и предлагает сопроводить зверей. Мамонт соглашается. В пути ребёнок проголодался, и звери решают накормить его арбузом, отнятым у стаи дронтов. В процессе обороны ягод вся стая птиц вымирает.
Ночью Диего, безуспешно пытаясь выкрасть ребёнка, замечает слежку своих сородичей, Зика и Оскара. Те говорят, что Сото не хочет ждать. Диего просит передать Сото, что помимо ребёнка он приведёт мамонта. Зик хочет напасть на Мэнни, но Диего воздерживает его, сказав, что понадобится сила всей стаи, чтобы справиться с мамонтом и просит Зика и Оскара оповестить всех. Утром Мэнни и Диего замечают пропажу малыша и выясняют, что его забрал Сид с целью похвастаться перед двумя самками ленивцев. Мэнни отнимает ребёнка, а Сид вновь встречает носорогов, от которых спасается с помощью Диего. Те навсегда оставляют Сида в покое. В течение дня звери пытаются найти людей и натыкаются на Скрат, который не может говорить, но пытается объяснить, что видел тигров. Диего, который его понимает, отшвыривает бельчонка в сторону.
Увидев людей, Диего ведёт зверей по ложному следу, сказав, что так удастся сократить путь. Из-за обвала стая спасается в пещере и чуть не теряет ребёнка, который укатывается по ледяной горке; приходится догонять его. В другой пещере они обнаруживают наскальную живопись, на которой изображены тигры и мамонты, но, к недовольству Сида, нет ленивцев. Внимание Мэнни привлекает рисунок семейства мамонтов. Оказалось, нарисовано его детство . У него были мама и папа, и они счастливо жили, но напали охотники и убили его родителей, а сам Мэнни чудом остался жив.
В этот момент Мэнни осознаёт, что ребёнок стал для него отдушиной. Выйдя из пещеры, звери попадают под извержение вулкана, в результате чего земля буквально начинает уходить у них из-под ног. Диего пытается спастись, удерживаясь на краю уступа. Его жизнь спасает Мэнни, при этом сам едва не гибнет. После этого отношение Диего к мамонту резко меняется. Стая решает заночевать в пещере, где они замечают, что ребёнок начал ходить.
Утром Диего приводит зверей к утёсу, где живут тигры, которые готовятся полакомиться ребёнком и мамонтом. Но Диего не выдерживает и рассказывает правду о готовящейся засаде тигров. За это Мэнни готов убить Диего, но воздерживается, понимая, что Диего — единственный шанс на спасение. Сид при помощи снеговика в виде ребенка заманивает хищников в засаду, где Мэнни оглушает их бревном. Затем ленивец идёт за спрятанным ребёнком. Его выслеживает Зик, но при попытке завладеть ребёнком застревает в пещере.
Тем временем Сото собирается напасть на мамонта, но ему преграждает путь Диего, для которого Мэнни стал другом. Сото вступает с ним в схватку и побеждает, лишив Диего сознания. Затем он вместе с тиграми собирается наброситься на мамонта, но его удар принимает на себя Диего. Сото собирается прикончить предателя, и в этот момент появляется Сид с ребёнком, который отвлекает его внимание. Воспользовавшись этим, Мэнни ударяет Сото о скалу, и последний гибнет под сосульками, упавшими на него. Оставшиеся тигры убегают прочь. Тяжело раненый, Диего просит у друзей прощения за обман и говорит, что принёс себя в жертву, являясь членом одной стаи с Сидом и Мэнни. После этого теряет сознание.
Тем временем вождь людского племени разочаровался в поисках сына и решил вернуться, как вдруг встретил мамонта. Решив, что тот явился с недобрыми намерениями, человек готовится защищаться, но Мэнни тут же отдаёт малыша. Мэнни и Сид прощаются с малышом, а вождь дарит мамонту на память ленту, которой был перевязан ребёнок. Также с ребёнком прощается оправившийся Диего, который догнал друзей. Мэнни и Сид рады видеть своего друга и отправляются на юг втроём.
Проходит двадцать тысяч лет. Скрат, будучи замороженным в льдине, вместе с жёлудем доплывает до тропиков. Когда лёд оттаивает, Скрат пытается взять жёлудь, но тот уносит море. Высвободившись, бельчонок приходит в бешенство и бьётся головой о пальму, откуда падает кокос. Это радует Скрата, и он вонзает кокос в землю, вызывая извержение вулкана.

## Роли озвучивали
- Рэй Романо —  Манфред (Мэнни), мамонт
- Джон Легуизамо — Сид, ленивец
- Денис Лири — Диего, смилодон
- Крис Уэдж — Скрат, саблезубая белка[3]
- Горан Вишнич — Сото, вожак стаи тигров
- Джек Блэк — Зик, тигр из стаи
- Дидрих Бадер — Оскар, тигр из стаи
- Алан Тьюдик — Ленни, тигр из стаи; Дэб
- Седрик «Развлекатель» — Карл
- Стивен Рут — Фрэнк
- Лорри Бэгли — Дженнифер, ленивец
- Джейн Краковски — Рэйчел, ленивец

## Производство
При подборе актёра для озвучивания мамонта Мэнни студия изначально ориентировалась на людей с глубоким голосом.
Рассматривались кандидатуры Джеймса Эрла Джонса и Винга Рэймса, но они казались слишком очевидными, к тому же Уэджа больше интересовал комический эффект.
В результате студия отдала роль Рэю Романо, решив, что его голос звучит очень по-слоновьи. Уэдж описывал голос Романо как глубокий, с медленной подачей, но при этом с саркастической ноткой.

## Отзывы
Фильм получил по большей части положительные отзывы западных критиков. Сайт Rotten Tomatoes сообщает, что из 163 рецензий 126 — положительные и 37 — отрицательные (таким образом, рейтинг — 77 %, а средняя оценка — 6,9/10). Из 32 топ-критиков положительно оценили фильм 78 %, средняя оценка — 7,3/10. Вывод сайта гласит: «Даже при том, что „Ледниковый период“ шагает по той же территории, что и „Корпорация монстров“ со „Шреком“, он содержит достаточно остроумных шуток для того, чтобы стоять отдельно».
Роджер Эберт из Chicago Sun-Times поставил картине три звезды из четырёх, написав, что перед просмотром он готовился осмеять этот фильм, но в итоге фильм заставил его по-настоящему улыбнуться.
Положительно отозвался о фильме и партнёр Эберта по телешоу — Ричард Рупер. Разница в том, что он увидел прелесть фильма не в шутках: «Мультфильм не заставит устать вашу челюсть, но он согреет ваше сердце». В то же время были и отрицательные рецензии. Так, Кеннет Тюран из Los Angeles Times написал, что фильм утомил его в мгновение ока.
Российские критики встретили фильм сдержанно-положительно. Сергей Кудрявцев в книге «3500 кинорецензий» объясняет успех фильма тем, что был приглашён новаторски мыслящий режиссёр. По его мнению, мультфильм представляет собой сочетание традиционной анимации, в которой дружат совершенно непохожие друг на друга животные, и необычных приёмов, которые придают истории оттенок абсурдной комедии. Особое внимание критик уделяет белке Скрат, называя её наиболее веселящим зрителей персонажем. На фоне этой белки основная история приобретает характер притчи.
Алекс Экслер выделяет как плюсы, так и минусы фильма. К недостаткам он относит традиционный способ построения сюжетных линий, вторичность персонажей и их взаимоотношений, глупость идеи перевоспитания тигра и плохую прорисованность людей, а также нелогичность основной идеи фильма (мамонт спасает человеческого ребёнка несмотря на то, что люди убили его семью). Но мультфильм критику понравился, и вот благодаря каким преимуществам: забавный образ ленивца, который веселит от души, и несколько отдельных эпизодов, которые вызывают просто гомерический хохот. В итоге Экслер резюмирует: «Создателям всё-таки удалось сделать нечто вполне пристойное на таком вторичном и слегка занудном материале. Детям понравится сама история и выкрутасы главных героев, взрослые похихикают над белкой, Сидом и птичками Додо».

## Видеоигра
Видеоигра, основанная на мультфильме, была разработана Artificial Mind and Movement и опубликована Ubisoft для Game Boy Advance и получила отрицательные и смешанные отзывы.